# Галицький Сергій Миколайович
Сергій Миколайович Галицький (рос. Сергей Николаевич Галицкий; прізвище до одруження — Арутюня́н, нар. 14 серпня 1967 року) — російський підприємець, засновник і співвласник розбдрібної мережі «Магніт». Президент і власник ФК «Краснодар». Член наглядової ради банка ВТБ.

## Біографія
Сергій Миколайович Галицький народився 14 серпня 1967 року в селищі Лазарєвське Краснодарського краю. Справжнє прізвище — Арутюнян. Своє етнічне походження характеризував так: «75% російської крові, 25 % — вірменської», відмітив, що оскільки він виріс в російській сім'ї, вірменської мови не знає, але вірменським походженням теж гордиться.
В 1985—1987 роках служив в  армії. В 1989 році, будучи студентом другого  курсу, почав працювати у одному з комерційних банків Краснодару. В 1993 році закінчив економічний факультет  Кубанського державного університету за спеціальністю «Економічне і соціальне планування». В 1994 році завершив кар'єру банкіра заступником керівника банку.
В 1994 році створив з партнерами дистриб'юторську компанію «Трансазия». В 1995 році Сергій Галицький вийшов з цього бізнесу і заснував компанію «Тандер». В 1998 році відкрив в Краснодарі магазин формату Cash&Carry.
В 2000 році, змінив формат магазинів на дискаунтери, перейменував мережу в «Мережу магазинів Магніт». В 2001 році «Магніт» з 250 магазинами став величезною роздрібною мережею в Росії. 
13 вересня 2011 році указом губернатора Краснодарського краю С. М. Галицький був нагороджений званням «Герой Труда Кубані».

## Сім'я
- Одружений, після весілля взяв прізвище дружини і став Галіцкім.
  - є дочка Поліна[10] (нар. 2.11.1995)[11]

## Статки
По версії журналу «Фінанс», особистий статок на лютий 2010 року — 2,65 млрд доларів США.
Входить в список 200 найбагатших  бізнесменів Росії журналу «Forbes» з 2005 року з статками від 460 млн доларів США (2005 рік; 64 місце в списку) до 2900 млн доларів США (2010 рік; 28 місце в списку). В 2011 році зайняв 24-е місце в списку з статками 5,5 млрд доларів США, в 2013-м — 17-е місце в списку з статками 8,2 млрд доларів США, в 2014-м — 13-е місце в списку з статками 10,3 млрд доларів США.
В 2012 року Галицький зайняв 216-е місце в світовому рейтингу мільярдерів «Forbes» з статками 4,9 млрд доларів США.
На травень 2015 року «Forbes» оцінив статки Галіцького в 8,3 млрд доларів США.
На 2016 рік «Forbes» оцінив статки Галіцького в 5,7 млрд доларів США.
Статистика статків, згідно з даними журналу «Forbes»:
| Показник        | 2011 | 2012 | 2013 | 2014 | 2015 | 2016 |
| Статки ($ млрд) | 5,5  | 4,9  | 8,2  | 10,3 | 8,3  | 5,7  |
| Місце (в світі) | 185  | 216  | 138  | 117  | 162  | 219  |
| Місце (в Росії) | 24   | 25   | 17   | 13   | 15   | 17   |